# Invasine

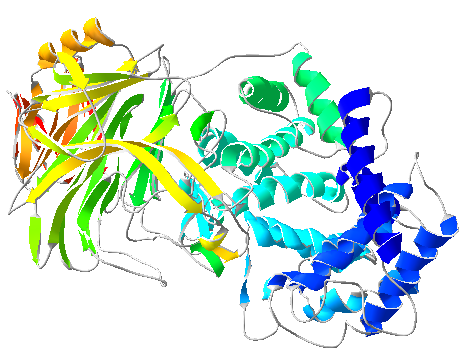
Le ialuronidasi sono invasine ad azione idrolitica prodotte da alcuni batteri patogeni tra cui Staphylococcus aureus, Streptococcus pyogenes e Clostridium perfringens.

Le invasine sono esotossine di natura proteica ad azione enzimatica prodotte dal metabolismo secondario dei batteri patogeni; esse svolgono diverse azioni mirate a facilitare la diffusione del batterio all'interno del corpo per dare inizio all'infezione. Le principali invasine sono:
- Ialuronidasi: dissolvono l'acido ialuronico che lega tra loro le cellule dei tessuti connettivi;
- Fibrinolisina: dissolve i coaguli di fibrina che impediscono la diffusione del batterio;
- Coagulasi: coagula il sangue attorno al singolo batterio o alla colonia batterica (più comunemente) creando così un "velo" che maschera la presenza dell'infezione al sistema immunitario;
- Collagenasi: induce colliquazione tissutale: degenerazione a carico dei tessuti che ne comporta la fluidificazione;
- Lecitinasi: distrugge le membrane cellulari;
- Emolisine: distruggono i globuli rossi per ottenere ferro;
- Leucocidine: inibiscono l'attività dei fagociti.

La capacità di alcuni batteri patogeni di sintetizzare le invasine concorre a determinarne la virulenza che sarebbe decisamente inferiore, se non nulla, nel caso tali enzimi non venissero prodotti.